# 알프후벨
알프후벨(독일어: Alphubel, 4,206m)은 스위스 발레주의 체르마트와 자스 계곡 사이에 위치한 페나인 알프스의 산이다. 미샤벨 그룹의 하위 그룹인 알라린 그룹의 일부로 돔산 (4,545m)에서 정점을 이룬다. 알프후벨의 정상은 얼음으로 덮인 큰 고원으로 이루어져 있으며, 동쪽의 페 빙하의 일부이다. 산의 서쪽은 바위가 더 많고 훨씬 가파르다. 바인가르텐호가 내려다보인다.
가장 가까운 정착지는 테시(체르마트 북쪽)와 자스-페이다.

## 지리
알프후벨의 북쪽은 미샤벨의 최남단 정상인 테시호른이 더 높으며, 미샤벨요흐의 능선 (3,847m)으로 분리되어 있으며, 남쪽의 능선은 알프후벨요흐(3,771m)를 거쳐 페히호프(Feechopf, 3,888m) 및 알라린호른으로 이어지는 덜 높은 지형이다. 지형은 서쪽의 마터탈 계곡으로 가파르게 떨어지는 반면 동쪽은 평평하고 이웃에 비해 거의 매끄럽다. 알프후벨의 특징적인 평평한 정상은 대부분 전나무로 덮여 있으며, 주요 정상 외에도 평평한 정상 영역 위로 겨우 올라가는 4,188m의 북쪽 정상이 있다.
알프후벨에서 눈에 띄는 얼음이 없는 바위가 많은 칼날능선인 로트그라트는 테시 산장(2,701m)까지 서쪽으로 뻗어 있으며, 북동쪽으로 이어지는 주요, 남북, 능선 및 이름 없는 칼날능선은 대부분 얼음으로 덮여 있다. 상당한 높이와 비교적 낮은 경사로 인해 알프후벨의 정상 지역에는 여러 개의 빙하가 있다. 정상의 북서쪽과 서쪽에는 바인가르텐 빙하가 있으며, 현재는 3개의 얼음 덩어리로 분해되어 아래로 내려간다. 약 3,100m 앞에 바인가르텐 호수가 있다. 전체 동쪽 측면은 페 빙하가 차지한다. 이 지역의 큰 빙하 중 하나로서 수 평방 킬로미터에 걸쳐 뻗어 있고, 여전히 자스-페 근처의 계곡 유역에 거의 도달한다. 정상에서 가장 작은 빙하인 알프후벨 빙하는 남서쪽에 있다.

## 등반사
최초 등정은 1860년 8월 9일 가이드 멜히어 안더에크와 페터 페렌과 함께 레슬리 슈테픈과 TW 힌히리프가 테시에서 시작하여 남동쪽 능선과 알푸벨요흐를 거쳐 올랐다.

## 루트
알프후벨의 형태와 자스-페 케이블카와의 근접성은 알프후벨을 스위스 알프스의 4000미터 봉우리 등반이 비교적 쉬운 곳 중 하나로 만든다. 그럼에도 불구하고, 모든 오르막은 그러한 여행의 모든 전형적인 위험과 함께 높은 산 여행의 성격을 가지고 있다.
정상 루트는 평평하지만, 갈라진 페 빙하를 넘어 자스-페 위의 베르크하우스 렝플뤼(2,867m)에서 정상까지 이어진다. 등반은 4-5시간이 소요되며, 스위스 알파인 클럽의 높은 투어 규모에서 PD 또는 WS(‘wenig schwierig / 약간 어려움"’ 등급으로 평가된다.
자스-페를 기본으로 하는 또 다른 옵션은 메트로 알핀 케이블카를 통해 쉽게 도달할 수 있는 미텔알라린(3,457m)의 고급 투어이다. 거기에서 부분적으로 암벽 위의 오르막은 페요흐(3826m), 페히호프 및 알프후벨요흐를 거쳐 정상(WS등급, 4시간)까지 이어진다.
서쪽에서 가장 잘 알려진 루트는 테시에서 테시알프와 테시 산장을 거쳐 그곳에서 알프후벨 빙하를 거쳐 알프후벨요흐를 지나 주요 남동쪽 능선(아이스나세)을 지나 정상까지 이어진다. 이 경로는 약 5시간이 걸리며, WS 등급도 있다.

## 산장
- 테시 산장
- 베르그하우스 렝플루
- 브리타니아 산장, 미텔알라린 경유
- 킨 산장
- 미샤벨요흐비박, 알프후벨과 테시호른 사이의 시조 능선에 있는 피난처